# Znanost u 1942.
◄◄ | ◄ | 1939. | 1940. | 1941. | 1942.  | 1943. | 1944. | 1945. | ► | ►►
Arhitektura • Astronautika • Astronomija • Biologija • Film • Fotografija • Glazba • Kazalište • Kemija • Kiparstvo • Knjige • Književnost • Kršćanstvo • Meteorologija • Medicina • Planinarstvo • Politika • Pravo • Promet • Slikarstvo • Strip • Šport • Televizija • Znanost • Zrakoplovstvo • Željeznički promet
Znanost u 1942.

## Svijet

### Rođenja
- 30. srpnja − Joan Halifax, američka antropologinja, zen učiteljica i aktivistica za ljudska prava

### Smrti
- 16. svibnja − Bronisław Malinowski, britanski antropolog i etnolog poljskoga podrijetla (* 1884.)

## Vanjske poveznice
|  | Zajednički poslužitelj ima još gradiva o temi Znanost u 1942. |